# NGC 4036
NGC 4036 este o infrared source⁠(d) situată în constelația Ursa Mare. A fost descoperită în 1790 de către William Herschel. Se află la o distanță de 24,6 de megaparseci de Pământ.